# 越前大宮駅
越前大宮駅（えちぜんおおみやえき）は、福井県福井市大宮町にある、西日本旅客鉄道（JR西日本）越美北線（九頭竜線）の駅である。

## 歴史
- 1960年（昭和35年）12月15日：国鉄越美北線越前花堂駅 - 勝原駅間開通時に開設[2]。無人駅[3]。
- 1987年（昭和62年）4月1日：国鉄分割民営化に伴い、JR西日本の駅となる[1]。
- 2004年（平成16年）
  - 7月18日：豪雨に伴い、越美北線全線運休。
  - 9月11日：美山駅 - 越前大野駅間運行再開。
    - 2004年（平成16年）9月10日まで設置されていた代行バス乗り場は京福バス大宮停留所であった。

## 駅構造
九頭竜湖方面に向かって左側に単式ホーム1面1線を有する地上駅（停留所）。
金沢支社管理の無人駅。ホーム上に待合所がある。福井寄りにある出入口から直接ホームへ入る形となっており、自動券売機等は無い。

## 利用状況
| 年度               | 1日平均乗車人員 |
| ------------------ | --------------- |
| 1960年（昭和36年） | 58              |
| 1961年（昭和36年） | 76              |
| 1962年（昭和37年） | 5               |
| 1963年（昭和38年） | 192             |
| 1964年（昭和39年） | 190             |
| 1965年（昭和40年） | 205             |
| 1966年（昭和41年） | 205             |
| 1967年（昭和42年） | 157             |
| 1968年（昭和43年） | 140             |
| 1969年（昭和44年） | 125             |
| 1970年（昭和45年） | 111             |
| 1971年（昭和46年） | 103             |
| 1972年（昭和47年） | 101             |
| 1973年（昭和48年） | 100             |
| 1974年（昭和49年） | 100             |
| 1975年（昭和50年） | 99              |
| 1976年（昭和51年） | 101             |
| 1977年（昭和52年） | 98              |
| 1978年（昭和53年） | 98              |
| 1979年（昭和54年） | 87              |
| 1980年（昭和55年） | 78              |
| 1981年（昭和56年） | 74              |
| 1982年（昭和57年） | 81              |
| 1983年（昭和58年） | 74              |
| 1984年（昭和59年） | 63              |
| 1985年（昭和60年） | 65              |
| 1986年（昭和61年） | 68              |
| 1987年（昭和62年） | 64              |
| 1988年（昭和63年） | 65              |
| 1989年（平成元年） | 56              |
| 1990年（平成2年）  | 56              |
|                    |                 |
| 1999年（平成11年） | 32              |
| 2000年（平成12年） | 28              |
| 2001年（平成13年） | 18              |
| 2002年（平成14年） | 16              |
| 2003年（平成15年） | 11              |
| 2004年（平成16年） | 13              |
| 2005年（平成17年） | 10              |
| 2006年（平成18年） | 9               |
| 2007年（平成19年） | 10              |
| 2008年（平成20年） |                 |
| 2009年（平成21年） |                 |
| 2010年（平成22年） |                 |
| 2011年（平成23年） | 8               |
| 2012年（平成24年） | 8               |
| 2013年（平成25年） | 6               |
| 2014年（平成26年） | 7               |
| 2015年（平成27年） | 4               |
| 2016年（平成28年） | 4               |
| 2017年（平成29年） | 4               |
| 2018年（平成30年） | 6               |
| 2019年（令和元年） | 7               |
| 2020年（令和2年）  | 6               |

## 駅周辺
- 羽生郵便局
- 福井市羽生小学校
- 国道158号

## 隣の駅
西日本旅客鉄道（JR西日本）
■九頭竜線（越美北線）
越前薬師駅 - 越前大宮駅 - 計石駅